# Московское государственное еврейское театральное училище имени С. Михоэлса
Московское государственное еврейское театральное училище (МГЕТУ) — учебное заведение, существовавшее с 1929 года по 1949 год в Москве по адресу Столешников переулок, 8.

## История
В 1929 году, после успешных гастролей московского ГОСЕТ по Европе, при театре решено создать учебное заведение для подготовки актеров еврейских театров.
При еврейском театре–студии с момента создания А. Грановским  была школа сценического искусства, начавшая работать с 15 января 1919 г. первоначально в Петрограде, на набережной Фонтанки в доме 64. После переезда театра в Москву, в августе 1922 г. создана Вольная мастерская, которая «ставит целью подготовку квалифицированных работников для еврейского Камерного театра и вообще нового, нарождающегося еврейского театра в РСФСР». Мастерская при Еврейском Камерном театре, одновременно вошла в состав Государственных высших театральных мастерских (ГВЫТМ), впоследствии Государственный институт театрального искусства (ГИТИС).
Соломон Михайлович Михоэлс преобразовал театральную студию при ГОСЕТе в четырехгодичный театральный техникум, в 1931 г. преобразованный в Московское государственное еврейское театральное училище. В середине 1933 года Комитет по делам искусств при Совете народных комиссаров РСФСР принял решение создать еврейский театр (БирГОСЕТ) в еврейской автономной области в Биробиджане на базе первого выпускного курса училища.

## Педагогический состав
Директором училища с 1932 по 1949 был Моисей Беленький, заведующий учебной частью – Эфраим Лойтер, зав. литературной частью – Моисей Бродерзон.
Руководителями курсов были Соломон Михайлович Михоэлс, ученица М. Рейнхарда  Сара Давыдовна Ротбаум, Александра Вениаминовна Азарх (вдова основателя ГОСЕТа А. Грановского), Вениамин Львович Зускин (с 1936), Иехезкель Добрушин преподавал литературу, Моисей Гольдблат – актерское мастерство, Лев Ямпольский – музыкальную грамоту, Елизавета Леонарди, автор пособия «Дикция и орфоэпия» – сценречь, Вера  Гринер, ученица Э. Жака-Далькроза, автор книги «Ритм в искусстве актёра» – ритмику, Аркадий Благонравов  из театра Вахтангова преподавал грим. Элиэзэр Подрячик преподавал идиш, а М. Нотович – еврейскую литературу. 

## Закрытие
После убийства Михоэлса в 1948 г. ГОСЕТу и Еврейскому театральному училищу присвоили его имя. В ходе кампании по «борьбе с космополитизмом» по распоряжению Д.Т. Шепилова Комитет по делам искусств при Совете министров СССР 1 февраля 1949 г. ликвидировал Московское государственное еврейское театральное училище им. С.М. Михоэлса.